# Pouzolles
Pouzolles är en kommun i departementet Hérault i regionen Occitanien i södra Frankrike. Kommunen ligger i kantonen Roujan som tillhör arrondissementet Béziers. År 2022 hade Pouzolles 1 214 invånare.

## Befolkningsutveckling
Antalet invånare i kommunen Pouzolles
Referens:INSEE